# Баймурзинов, Камза Габдулгазизович
Камза (Хомза, Хамза) Габдулгазизович Баймурзинов (2 февраля 1925, Павлодарский уезд, Киргизская АССР — 23 марта 2013, Темиртау, Карагандинская область) — мастер Карагандинского завода синтетического каучука Министерства химической промышленности СССР, Герой Социалистического Труда (1966).

## Биография
Родился 2 февраля 1925 (по другим данным — в 1926) года в Павлодарском уезде Семипалатинской губернии Казахской АССР (ныне Аксуский район Павлодарской области Казахстана). По национальности казах.
В период коллективизации обеспеченная семья Баймурзиновых в 1928 году была сослана в Красноярский край, позже семья вернулась в Павлодарскую область Казахской ССР и поселилась в ауле № 3. В 16 лет работал трактористом в местном совхозе «Кызыл-там».
В 1944 году добровольцем ушёл в армию, хотя имел броню от призыва (по зрению и рабочей специальности), и после полугодового обучения на артиллериста — участник Великой Отечественной войны с января 1945 года. Служил наводчиком артиллерийского орудия в составе 190-го стрелкового полка 5-й стрелковой Орловской дивизии (3-й Белорусский фронт), сражался во время штурма Берлина.
После демобилизации в звании сержанта вернулся домой и продолжил работать трактористом в совхозе, женился. В 1949 году переехал в город Темиртау Карагандинской области Казахской ССР на строительство химического завода с трофейным немецким оборудованием. После окончания строительства в 1952 году направлен на полугодовую стажировку в Берлин, а вернувшись устроился на Карагандинском заводе синтетического каучука карбидчиком, участвовал в запуске первой на заводе карбидной печи по производству карбида кальция.
Автор разделов цикла производства карбида: количество сливов в смену, среднюю продолжительность одного слива; прожиг летки прутком, среднюю продолжительность прожига; состав слива и корректировка. Оптимизация работы уменьшила время выпуска карбида кальция. Впоследствии работал бригадиром, мастером и начальником смены. Семилетний план 7-й семилетки (1959—1965) его смена выполнила за 5 лет, выработав сверх плана более 8 тысяч тонн карбида кальция.
Указом Президиума Верховного Совета СССР от 28 мая 1966 года «за выдающиеся заслуги в выполнении заданий семилетнего плана по увеличению выпуска химической продукции и достижение высоких показателей в работе» удостоен звания Героя Социалистического Труда с вручением ордена Ленина и золотой медали «Серп и Молот».
В 1976 году участвовал в плавке Дружбы на самом крупном в Европе заводе по выпуску карбида кальция в Берлине.
За время трудовой деятельности обучил 55 карбидчиков, в том числе восемь бригадиров.
Избирался депутатом Верховного Совета Казахской ССР 5-го созыва (1959—1963) и Темиртауского городского Совета депутатов трудящихся, делегатом IX и ХII съездов Компартии КазССР, членом Карагандинского обкома Компартии Казахстана.
Умер 23 марта 2013 года в городе Темиртау.

## Семья
С женой Нафисой прожил 37 лет (до её смерти). Пятеро детей, восемь внуков, четыре правнука.

## Награды
Награждён орденами Ленина (28.05.1966), Отечественной войны 2-й степени (06.04.1985), медалями, в том числе «За трудовое отличие» (05.11.1954).